# Kantubek
Kantubek (in russo Кантубек) è un insediamento militare, abbandonato nel 1991, sito nell'Isola di Vozroždenie al centro di quello che una volta era il Lago d'Aral.

## Struttura
A Kantubek erano dislocati i laboratori segreti che servivano alla produzione di materiale ad uso bellico di tipo biologico. 
La base aveva al suo interno, oltre alle strutture dei laboratori scientifici, anche gli alloggi per il personale addetto e le relative famiglie, una scuola e una pista multipla in terra battuta per l'atterraggio di aeromobili.
La maggior parte degli scienziati veniva portata sull'isola mediante voli aerei senza che venisse a loro precisata la località di arrivo. Una volta arrivati a Kantubek non potevano che vedere acqua attorno a loro e dopo il loro rientro dalla missione rimanevano spesso all'oscuro di essere stati portati al Lago d'Aral.
Era stato attrezzato anche un porto per il trasporto dei materiali via acqua ma a causa del ritiro del lago esso, nonostante lo scavo di alcuni canali, divenne impraticabile ben prima dell'abbandono della base stessa.

## Dismissione
Chiuso nel 1992, a seguito del crollo dell'URSS, il sito è stato bonificato definitivamente nel 2002 da un'équipe statunitense. A causa del ritiro delle acque del lago, Kantubek è oggi raggiungibile con l'uso di un normale fuoristrada.
Dopo 40 anni di abbandono, periodo durante il quale le strutture sono rimaste in stato di rovina, nel 2021 il governo kazako ha completamente demolito la città, della quale sono resistite solamente le fondamenta.